# Ciudad Sucre
Ciudad Sucre es un poblado venezolano ubicado en el Municipio Páez del estado Apure, específicamente en la región del Cutufí, en la frontera con Colombia.

## Datos básicos
Tiene aproximadamente 1.000 habitantes. Se localiza en las coordenadas: 7°05'53.4"N 71°53'15.3"W.

## Contexto geográfico
Se extiende en una región bañada por el río Arauca y dedicada a la agricultura y la ganadería.
La ciudad fue planeada para ser un polo de desarrollo sobre la Carretera Marginal de la Selva a lo largo del piedemonte llanero, que en un futuro unirá a los cinco países andinos. El 28 de octubre de 1997, el presidente Rafael Caldera presidió la ceremonia de inauguración de la nueva ciudad de acuerdo con decreto presidencial N.º 2163 del 22 de octubre de 1997. El nombre fue escogido como un homenaje al héroe de la independencia Antonio José de Sucre.

## Economía local
En la región se produce palma africana, cacao, existen granjas pesqueras. 